# Estàtua de Tara
L'Estàtua de Tara és una escultura en bronze daurat originària de Sri Lanka. La imatge representa la bodhisattva Tara i data del segle VIII; els britànics la furtaren a la força a Sri Vikrama Rajasinha, rei de Kandy, quan s'apropiaren del Regne de Kandy a la primeria del s. XIX. El governador britànic de Sri Lanka, Robert Brownrigg, la donà al Museu Britànic al 1830.

## Història
El budisme tingué continuïtat a l'illa del Sri Lanka des del segle iii aC. Aquesta estàtua data del període del Regne d'Anuradhapura, fundat al 377 aC pel rei Pandukabhaya. El budisme tingué un paper destacat en el període d'Anuradhapura, influenciant-ne la cultura, lleis i mètodes de govern. La dea Tara mostra evidències d'interacció cultural de budisme i hinduisme. Tara havia estat una dea mare hindú, però la seua funció canvià dintre del budisme. Sri Lanka és hui un estat budista Theravada, com molts altres del Sud-est Asiàtic.
Durant un temps, es pensava que aquesta estàtua era un model de la deïtat guardiana Pattini, però hui hi ha consens que es tracta de Tara. Aquesta identificació evidencia clarament la presència en el període medieval del budisme Mahayana, així com la seua forma Theravada, que permet que els budistes adoren éssers que no siguen Buda. El Sangha Abhayagiri vihāra del Regne d'Anuradhapura n'és l'exemple més notable. L'estàtua suggereix que Tara pot haver estat adorada com a deïtat i no sols com a consort d'un déu.

## Descripció
L'escultura representa la figura en peus d'una dea, feta en bronze amb el mètode de la cera perduda. Té prop de tres quarts de grandària real d'una dona comuna i es daurà per crear una aparença luxosa i brillant. La part superior del cos és nu amb una peça inferior fermada als malucs. La mà dreta de Tara fa el gest de donar, mentre l'esquerra sembla haver agafat una flor de lotus, hui perduda. La figura té una corona alta amb un medalló. L'obertura de la contindria una gran pedra preciosa. L'estàtua és l'únic exemple conegut d'Anuradhapura d'aquesta grandària que encara sobreviu. És valuosa no sols per la seua bellesa, sinó també per la tècnica de fabricació. L'estàtua no és buida, i és feta d'un metall car, usant tècnica avançada, la de la cera perduda.

## Descobriment
Consta que aquesta rara escultura hauria estat furtada pel llavors governador britànic, Robert Brownrigg, al darrer rei de Kandy, Sri Vikrama Rajasinha, quan els britànics ocuparen el seu regne. Més tard, Brownrigg la donà al Museu Britànic en la dècada de 1830. Aquesta versió, però, és rebutjada per les autoritats britàniques, que creuen que l'estàtua fou simplement trobada a la primeria del 1800 en algun lloc entre Trincomalee i Batticaloa, a la costa est de Sri Lanka i posteriorment l'adquirí Robert Brownrigg. Kandy fou envaïda pels britànics al març de 1815 sota els termes de la Convenció Kandyan, organitzada per Brownrigg.

## Sensualitat
Quan el Museu Britànic va adquirir l'estàtua, en la dècada de 1830, creà polèmica la seua figura de grans pits nus, cintura estreta i malucs curvilinis, massa eròtica per a la mentalitat de l'època, de manera que fou censurada durant trenta anys. L'estàtua només estava disponible per als estudiosos, tot i que mai hi hagué dubtes que era una figura religiosa. Curiosament, es pensa que l'estàtua només hauria estat vista a Sri Lanka per sacerdots i monjos escollits i no per la població general budista. El Museu Britànic tenia una sèrie d'objectes que, a partir de 1830, foren considerats eròtics. En la dècada de 1860, aquesta sala d'objectes es retolà com el “Secretum” del museu.

## Rèplica
Hi ha una rèplica d'aquesta estàtua al Museu Nacional de Colombo de Sri Lanka.